# Steelheart (livro)
Steelheart (Coração de Aço no Brasil) é um romance infanto-juvenil de 2013 escrito pelo autor americano Brandon Sanderson, sendo o primeiro volume da série Executores. O livro retrata um mundo pós-apocalíptico onde o aparecimento de Calamidade, uma anomalia cósmica desconhecida, concedeu a pessoas de diferentes origens poderes sobre-humanos, transformando-as, assim, nos seres conhecidos como Épicos. No entanto, embora o mundo todo esperasse ver heróis surgirem, estas pessoas se tornaram vilões.

## Sinopse
David tinha 8 anos quando seu pai foi morto por Coração de Aço, um homem com poder de transformar matéria em puro aço. Com a invulnerabilidade e superforça, o Épico controla Nova Chicago rigorosamente, tendo sob seu comando outros Épicos.
Dez anos depois, David estuda os Épicos para descobrir suas fraquezas e há um segrego que guarda desde a infância: ele viu Coração de Aço sangrar. Com a cidade oprimida, David busca o lendário grupo conhecido como Executores, especializado em matar Épicos. Juntos, eles farão de tudo para acabar com o reinado de terror de Coração de Aço e libertar Nova Chicago.

## Personagens

### Executores
O grupo dos Executores é formados por:
- David Charleston - Único sobrevivente do ataque de Coração de Aço a um banco. Ele cresceu e estudou os Épicos para encontrar um meio de derrotá-los. Apesar de ser impulsivo, sua coragem e perseverança são capazes de impressionar o líder dos Executores e fazê-lo acreditar que o grupo realmente tem uma chance de matar Coração de Aço.
- Megan Tarash - Um dos principais membros dos Executores, sempre busca atuar na linha de frente para derrotar os Épicos. Durante o livro, acaba se tornando o interesse amoroso de David e, mais tarde, se revela como a verdadeira identidade de Tormenta de Fogo.
- Jonathan Phaedrus (Prof) - Líder e fundador do grupo Executores. Trabalhava como professor de ciências do quinto ano antes de Calamidade surgir. No fim do livro, é revelado que ele também é um Épico, tendo como poderes regeneração e manipulação de campos de força.
- Thia - É a segunda pessoa na hierarquia de comando dos Executores. Antes de Calamidade, ela era uma cientista que trabalhava para a NASA. Seu papel no grupo é participar do planejamento dos ataques aos Épicos e dar suporte ao restante da equipe.
- Abraham - Antigo membro das forças especiais canadenses. Depois de Calamidade, ele entrou para os Executores e se tornou um dos mais importantes a atuar na linha de frente por causa de suas habilidades com armas.
- Cody - Membro dos Executores conhecido pela personalidade excêntrica. Mesmo sendo um bom atirador, ele costuma fazer trabalhos diversos para os Executores.

### Épicos
Os principais Épicos que aparecem no livro são:
- Coração de Aço - Épico que controla Nova Chicago, sendo o mais forte e mais temido do livro. Seus poderes são invulnerabilidade, força aprimorada, habilidade de voo e manipulação de matéria em aço.
- Punho da Noite - O braço direito de Coração de Aço e um dos Épicos mais temidos em toda Nova Chicago. Seus poderes são intangibilidade, manipulação das sombras e habilidade de voo.
- Tormenta de Fogo - Um dos Épicos subordinados a Coração de Aço com poder de criar ilusões. Sua verdadeira identidade é um dos maiores mistérios do livro, revelado apenas no fim quando David descobre que ela é na verdade Megan.
- Confluência - Épico com poderes elétricos, responsável pelo fornecimento de energia de Nova Chicago. Foi sequestrado por Coração de Aço pouco depois de ganhar seus poderes.

## Recepção

### Crítica
O livro teve críticas geralmente favoráveis por parte da crítica especializada. A revista americana Kirkus destacou que o enredo é basicamente um drama de ação no estilo das histórias em quadrinhos da Marvel Comics, mas por causa das características do texto, sobretudo o nome dos personagens, também sugeriu que o escritor Brandon Sanderson não estava se levando a sério quando o escreveu. Por sua vez, o School Libary Journal disse que o livro é uma leitura agradável, concentrada mais na ação que no desenvolvimento de personagens e, portanto, uma história perfeita para fãs de aventuras com grandes reviravoltas. A revista Publishers Weekly afirmou que, apesar de haver a possibilidade de as reviravoltas não surpreenderem os leitores, a ação desenfreada e a imaginação do autor tornaram a história cativante.

### Vendas
Na semana de estreia em 2013, Coração de Aço rapidamente despontou na primeira posição na lista de best-sellers do New York Times. 

## Adaptação
Em 2015, a 20th Century Studios adquiriu os direitos de adaptação da série Executores, com um contrato para os dois primeiros livros: Coração de Aço e Tormenta de Fogo. Segundo o Deadline, os direitos de adaptação da série foram bastante procurados pelos estúdios de Hollywood antes de serem vendidos à 20th Century Studios. Para desenvolver o projeto, o estúdio fechou um acordo com a produtora do diretor Shawn Levy, a 21 Laps, planejando uma trilogia de filmes. No entanto, não ficou claro se ele também ficaria a cargo de dirigir o filme ou serviria apenas como produtor.